# Kanton Treffort-Cuisiat
Der Kanton Treffort-Cuisiat war bis 2015 ein französischer Wahlkreis im Département Ain in der Region Rhône-Alpes. Er umfasste neun Gemeinden im Arrondissement Bourg-en-Bresse, sein Hauptort (frz.: chef-lieu) war Treffort-Cuisiat.

## Gemeinden
| Gemeinde              | Einwohner Jahr | Fläche km² | Bevölkerungsdichte | Code INSEE | Postleitzahl |
| --------------------- | -------------- | ---------- | ------------------ | ---------- | ------------ |
| Chavannes-sur-Suran   | 641 (2013)     | 21,5       | 30 Einw./km²       | 01095      | 01250        |
| Corveissiat           | 617 (2013)     | 22,7       | 27 Einw./km²       | 01125      | 01250        |
| Courmangoux           | 507 (2013)     | 14,8       | 34 Einw./km²       | 01127      | 01370        |
| Germagnat             | 149 (2013)     | 9,5        | 16 Einw./km²       | 01172      | 01250        |
| Meillonnas            | 1.303 (2013)   | 17,7       | 74 Einw./km²       | 01241      | 01370        |
| Pouillat              | 93 (2013)      | 6,2        | 15 Einw./km²       | 01309      | 01250        |
| Pressiat              | 237 (2013)     | 6,0        | 40 Einw./km²       | 01312      | 01370        |
| Saint-Étienne-du-Bois | 2.522 (2013)   | 28,4       | 89 Einw./km²       | 01350      | 01370        |
| Val-Revermont         | 2.524 (2013)   | 29,4       | 86 Einw./km²       | 01426      | 01370        |

## Einwohner
| Bevölkerungsentwicklung | Bevölkerungsentwicklung |
| Jahr                    | Einwohner               |
| ----------------------- | ----------------------- |
| 1962                    | 4326                    |
| 1968                    | 4664                    |
| 1975                    | 4525                    |
| 1982                    | 5728                    |
| 1990                    | 6274                    |
| 1999                    | 6815                    |
| 2006                    | 7649                    |
| 2011                    | 8224                    |

## Politik
| Vertreter im conseil général des Départements | Vertreter im conseil général des Départements | Vertreter im conseil général des Départements |
| Amtszeit                                      | Name                                          | Partei                                        |
| --------------------------------------------- | --------------------------------------------- | --------------------------------------------- |
| 2001–2015                                     | Denis Perron                                  | DVG                                           |